# 羅拔圖·辛仙尼
羅拔圖·辛仙尼（Roberto Néstor Sensini，1966年10月12日—）是一名已退役的阿根廷足球員，司職後衛。
辛仙尼曾代表阿根廷出戰1990、1994及1998三屆世界盃，亦以超齡球員身份參與1996年奧運，並贏得銀牌。
於2005–06球季，辛仙尼以39歲之齡為烏甸尼斯取得入球，創下了意甲最高年齡外援入球紀錄。

## 榮譽
紐維爾舊生
- 阿根廷甲組聯賽 冠軍: 1987-88

帕爾馬
- 歐洲超霸盃 冠軍: 1993
- 歐洲足協盃 冠軍: 1994-95, 1998-99
- 意大利盃 冠軍: 1998-99, 2001-02

拉素
- 意大利甲組聯賽 冠軍: 1999-2000
- 意大利盃 冠軍: 1999-2000

阿根廷國家隊
- 奧運足球銀牌：1996；